# ينغ تشن
ينغ تشن (بالإنجليزية: Ying Chen)‏ (20 فبراير 1961، شانغهاي في الصين)؛ كاتِبة وروائية كندية.